# La Nava de Santiago
La Nava de Santiago ist eine Gemeinde (municipio) mit 914 Einwohnern (Stand: 2024) in der spanischen Provinz Badajoz in der Autonomen Gemeinschaft Extremadura. 

## Lage
La Nava de Santiago liegt etwa 17 Kilometer östlich von Mérida in einer Höhe von 270 m. 

## Demografie
| Einwohnerzahl (1900–2021)                 | Einwohnerzahl (1900–2021) | Einwohnerzahl (1900–2021) | Einwohnerzahl (1900–2021) | Einwohnerzahl (1900–2021) | Einwohnerzahl (1900–2021) | Einwohnerzahl (1900–2021) | Einwohnerzahl (1900–2021) | Einwohnerzahl (1900–2021) | Einwohnerzahl (1900–2021) | Einwohnerzahl (1900–2021) | Einwohnerzahl (1900–2021) | Einwohnerzahl (1900–2021) |
| ----------------------------------------- | ------------------------- | ------------------------- | ------------------------- | ------------------------- | ------------------------- | ------------------------- | ------------------------- | ------------------------- | ------------------------- | ------------------------- | ------------------------- | ------------------------- |
| 1900                                      | 1910                      | 1920                      | 1930                      | 1940                      | 1950                      | 1960                      | 1970                      | 1981                      | 1991                      | 2001                      | 2011                      | 2021                      |
| 774                                       | 912                       | 1185                      | 1467                      | 1546                      | 1783                      | 2011                      | 1479                      | 1199                      | 1166                      | 1142                      | 1046                      | 938                       |
| Quelle: Instituto Nacional de Estadística |                           |                           |                           |                           |                           |                           |                           |                           |                           |                           |                           |                           |

## Sehenswürdigkeiten
- Kirche Mariä Himmelfahrt (Iglesia de la Asunción de Nuestra Señora)

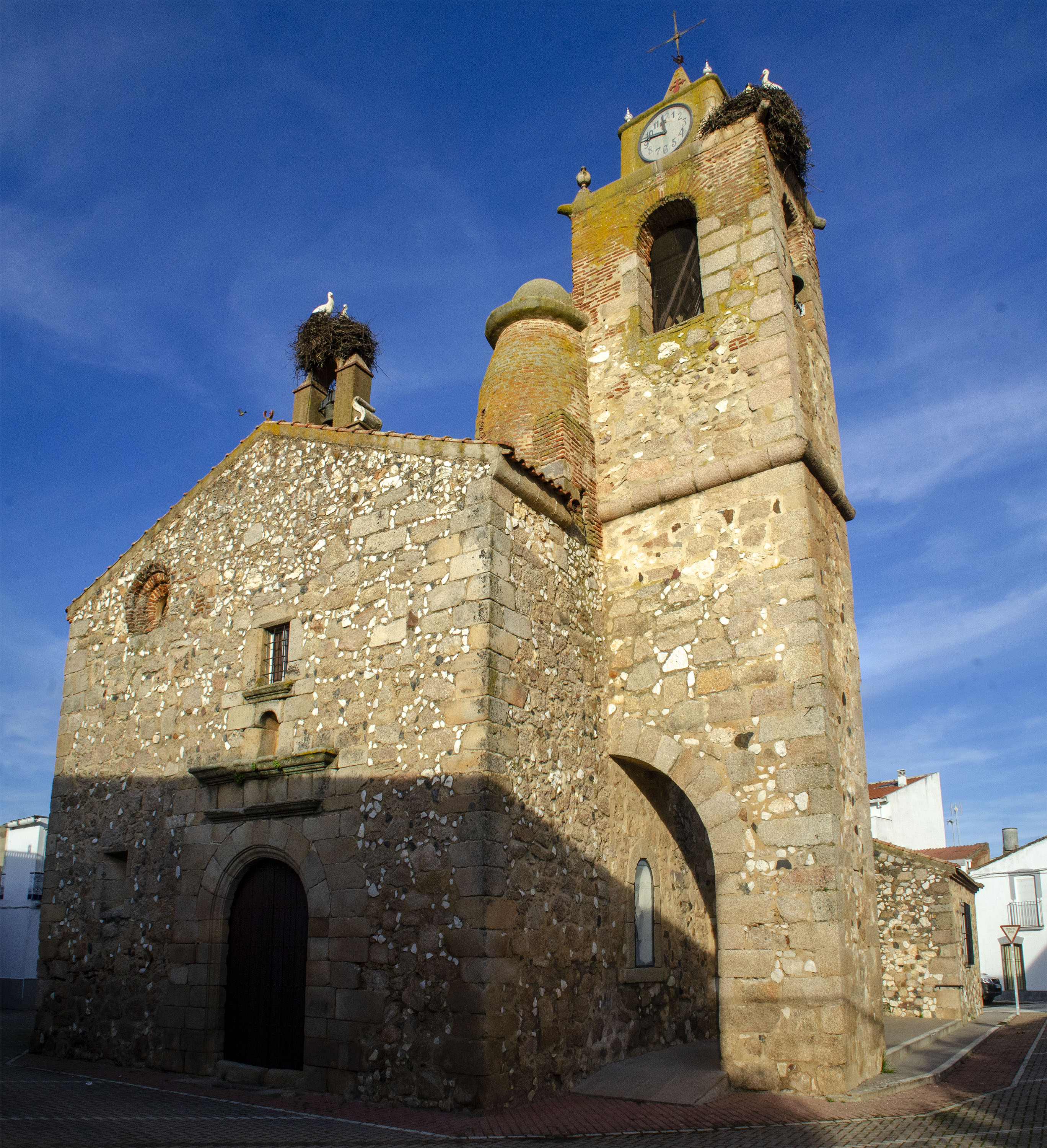
Kirche Mariä Himmelfahrt

## Söhne und Töchter
- Vicente Martín Muñoz (* 1969), römisch-katholischer Weihbischof in Madrid